# Апельсиновая сделка
«Апельси́новая сде́лка» — закрепившееся среди историков неофициальное название соглашения № 593 «О продаже правительством Союза Советских Социалистических Республик имущества, принадлежащего СССР, правительству государства Израиль» от 7 октября 1964 года. Соглашение было подписано в Иерусалиме министром иностранных дел Голдой Меир и министром финансов Пинхасом Сапиром, с израильской стороны, и Чрезвычайным и полномочным послом СССР в Израиле Михаилом Бодровым. Сделка названа «апельсиновой», потому что Израиль заплатил яффскими апельсинами и текстилем.

## История сделки
К 1917 году Российской империи, Императорскому православному палестинскому обществу (ИППО) и Русской духовной миссии в Иерусалиме принадлежало 70 объектов недвижимости в Святой земле. В 1964 году правительство СССР объявило себя «единственным собственником» большой части этого имущества и продало 22 объекта недвижимости общей площадью около 167 тысячи м² Израилю за 3,5 млн израильских лир (4,5 млн долларов США). Среди прочего были проданы дом Российского генконсульства, Русская больница, Мариинское, Елизаветинское, Николаевское и Вениаминовское подворья в Иерусалиме, Русское Сергиевское подворье в Назарете, несколько участков в Хайфе, Афуле, Эйн-Кареме и Кафр-Канне.
Здания Русской духовной миссии, Сергиевского подворья и Свято-Троицкого собора проданы не были. Законность сделки остаётся спорной, так как непонятно, являлся ли СССР законным собственником подворья. Идут переговоры о возвращении России Русского подворья в Иерусалиме.

## Список имущества России и ИППО в Израиле, предложенного для продажи Правительству государства Израиль
- 1. Земельный участок с находящимися на нем зданиями и постройками, известными под названием «Русские постройки»
  - а) дом Российского генконсульства и примыкающий к нему одноэтажный каменный домик
  - б) Мариинское подворье
  - в) Елизаветинское подворье
  - г) здание Русской больницы и две сторожки
  - д) Николаевское подворье
  - е) старый трехэтажный каменный дом
  - ж) каменное здание с пристройкой
  - з) участок земли с двумя каменными складами
- 2. земельный участок на ул. Короля Георга
- 3. Вениаминовское подворье
- 4. здание на ул. Сулеймана
- 5. земельный участок в деревне Эйн-Карем
- 6. земельный участок в Хайфе (приморский участок)
- 7. участок земли в Хайфе
- 8. Подворье Сперанского
- 9. участок земли у Таборской дороги
- 10. участок земли со сторожкой (т. н. «Семинарский сад»)
- 11. участок земли с домом (Магли), примыкающий к Назаретскому подворью
- 12. Подворье князя Сергея Александровича в Назарете
- 13. участок земли в Афуле
- 14. участок земли с двухэтажным каменным домом
- 15. участок земли с каменной оградой[4].